# Chiến dịch Hòn La
Chiến dịch Hòn La, mật hiệu KHR1 hay R1, là một chiến dịch vận tải đường biển lớn bậc nhất của lực lượng Giải phóng quân vào miền Nam Việt Nam trong thời kỳ chiến tranh. Quân Giải phóng miền Nam Việt Nam đã triển khai hoạt động ứng phó với sự tấn công của Không quân và Hải quân Mỹ để tiếp nhận hàng hóa từ các tàu vận tải Trung Quốc với số hàng hóa 24.000 tấn. Đến khi chiến dịch kết thúc, tổng cộng 21.000 trong tổng số 24.000 tấn hàng đã nhận được, 2.000 tấn bị mất mát bởi các cuộc tấn công của quân Mỹ, 1.000 tấn do tàu HK150 chở trở về. Sau chiến dịch R1 này, quân Giải phóng ở Quảng Bình tổ chức thêm 3 chiến dịch vận tải nữa là R2, R3, R4.

## Tổ chức
Thực hiện chiến dịch chủ yếu là Đại đội 300 Thị đội Đồng Hới gồm 100 binh sĩ thuộc 7 đơn vị địa phương, được hỗ trợ bởi Đại đội 363 Bố Trạch, Đại đội 365 Quảng Trạch, chiến dịch do Hoàng Văn Minh chỉ huy. Ngoài ra còn có sự giúp sức của hàng trăm ngư dân địa phương. Địa điểm tiếp nhận hàng là đảo Hòn La, thuộc xã Quảng Đông, huyện Quảng Trạch, Quảng Bình. Địa điểm thuận lợi được chọn lựa là Hòn La cách bờ chỉ 2,4 km, phần phía tây và tây nam của đảo là Vũng Chùa sâu từ 7 đến 10 mét, thuận lợi ra vào, cập hàng. Do các tàu vận tải Hồng Kỳ thả neo trong vũng Hòn La treo quốc kỳ Trung Quốc nên không bị Mỹ tấn công.

## Diễn biến
Ngày 29 tháng 5 năm 1972, tàu Hồng Kỳ của Trung Quốc số hiệu HK150 chở 6.000 tấn gạo tiếp cận Hòn La, việc tháo dỡ và vận chuyển hàng vào đất liền bắt đầu. Mỗi một lần quân Giải phóng vận chuyển chỉ từ 2 đế 3 tạ hàng hóa do chỉ có thể dùng thuyền nhỏ, di chuyển trong khoảng cách và trăm mét từ tàu Trung Quốc vào đảo Hòn La, việc chuyển hàng là vào ban đêm.
Tuy vậy đến ngày 1 tháng 6 năm 1972 thì quân Mỹ phát hiện, họ tổ chức tấn công ngăn chặn vô cùng quyết liệt. Việc vận chuyển thực hiện bằng nhiều tàu thuyền nhỏ trong đó sử dụng thuyền nan, nhóm thuyền nan đã đóng góp vào việc vận chuyển gần 2.000 tấn hàng vào bờ. Quân Mỹ không tấn công vào tàu treo cờ Trung Quốc, chỉ tiến hành tấn công bắn phá xung quanh. Suốt hai tháng HK150 thả neo, quân Giải phóng chỉ vận chuyển vào bờ được 5.000 tấn hàng hóa.
Để đối phó với những tổn thất bởi không kích và hải kích từ quân Mỹ, quân Giải phóng đã dùng dây ni lông buộc từng bao gạo thành chùm và bọc xung quanh vải bạt rồi thả xuống biển. Trên tàu vận tải Hồng Kỳ gắn đầu tời, kéo dây vào những gốc phi lao lớn ven bờ, rồi kéo mỗi chùm gồm 16 bao, cách này đã giúp giảm thương vong. Về sau yêu cầu phía tàu vận tải Hồng Kỳ cho đóng gạo trong 4 lớp vỏ, gọi là "gạo 4 bao", dựa vào gió mùa Đông Bắc thả hàng xuống biển để chúng trôi vào bờ và vớt lên. Ngày 27 tháng 6 năm 1972, tàu Hồng Kỳ số hiệu 152 (HK152) đến, mang theo 6.000 tấn "gạo 4 bao" được thả theo cách này.
Lực lượng chiến đấu bảo vệ chiến dịch của quân Giải phóng miền Nam gồm 7 cụm hoả lực phòng không ở Bố Trạch, toàn bộ lực lượng trực chiến của Quảng Trạch; đại đội cao xạ 100 ly, đại đội 3 cao xạ 37 ly, đại đội pháo binh 130 ly và đại đội 8 pháo 85 ly, đại đội 365 bố trí một phân đội đóng chốt ở Đảo La. Về phía Mỹ, theo nguồn dữ liệu của Đảng bộ Quảng Bình thì từ ngày 1 tháng 6 năm 1972 đến 15 tháng 1 năm 1973, không quân Mỹ đã huy động 1.500 lần chiếc máy bay, tấn công gần 700 lần, ném gần 1.000 quả bom phá, 149 loạt bom bi, 540 loạt rốc két, 600 loạt đạn 20 ly, 124 quả đạn cối, 96 quả bom cháy, hơn 1.000 quả thủy lôi và 149 quả bom từ trường, bắn hàng ngàn quả đạn pháo các cỡ từ tàu chiến vào các mục tiêu trong khu vực Hòn La.

## Kết quả
Hoạt động này là một phần của tuyến chi viện chiến lược đường Hồ Chí Minh trên biển, hàng hóa sau đó sẽ chuyển đến quân Giải phóng ở các căn cứ trong đất liền thuộc tuyến đường Trường Sơn rồi từ đó chuyển tiếp vào Nam. Chiến dịch kết thúc ngày 16 tháng 1 năm 1973, với chuyến hàng của tàu Hồng Kỳ 152B (HK152B), việc bốc xếp diễn ra cả ngày đêm chuyển đi 6.000 tấn gạo. Kết thúc chiến dịch có 15 lính Giải phóng thiệt mạng, chưa kể dân hỗ trợ, chỉ riêng huyện Quảng Trạch mất mát 120 chiếc thuyền nan và 21 người thiệt mạng.